# Список губернаторов Тортуги и Санто-Доминго
| Имя                                                                 | Годы жизни                                                          | Занимали пост                                                       | Звание и титул                                                      | Примечания |
| Губернаторы по комиссии от генерал-лейтенанта американских островов | Губернаторы по комиссии от генерал-лейтенанта американских островов | Губернаторы по комиссии от генерал-лейтенанта американских островов | Губернаторы по комиссии от генерал-лейтенанта американских островов | Губернаторы по комиссии от генерал-лейтенанта американских островов                                                     |
| ------------------------------------------------------------------- | ------------------------------------------------------------------- | ------------------------------------------------------------------- | ------------------------------------------------------------------- | --- |
| Франсуа Левассер                                                    |                                                                     | Август 1640 — июль 1652                                             |                                                                     | |
| Тимолеон Отман кавалер де Фонтене                                   |                                                                     | Конец 1652 — январь 1654                                            |                                                                     | |
| Губернаторы назначенные королём Франции                             |                                                                     |                                                                     |                                                                     | |
| Жереми Дешамп дю Монсак дю Россе                                    |                                                                     | 1660—1662                                                           |                                                                     | |
| Фредерик Дешамп де ла Плас                                          |                                                                     | 1662 — июнь 1665                                                    |                                                                     | |
| Бертран д’Ожерон де ла Буэр                                         |                                                                     | июнь 1665 — конец 1668                                              |                                                                     | Бывший буканьер, торговый капитан. Назначен на пост губернатора 7 апреля 1664 года, прибыл на Тортугу в июне 1665 года. |
| Жак Непве де Пуансе                                                 |                                                                     | конец 1668 — июнь 1669                                              | барон                                                               | |
| Бертран д’Ожерон де ла Буэр                                         |                                                                     | 1669 — февраль 1673                                                 |                                                                     | |
| Жером дю Сарра де ла Перьер                                         |                                                                     | апрель 1673                                                         |                                                                     | |
| Бертран д’Ожерон де ла Буэр                                         |                                                                     | апрель 1673 — сентябрь 1675                                         |                                                                     | |
| Пьер-Поль Тарен де Кюсси                                            |                                                                     | сентябрь 1675—1676                                                  | маркиз                                                              | |
| Жак Непве де Пуансе                                                 |                                                                     | август 1676 — конец 1681                                            | барон                                                               | |
| Франсуа Депардье де Франкене                                        |                                                                     | конец 1681 — апрель 1682                                            | лейтенант короля                                                    | |
| Жак Непве де Пуансе                                                 |                                                                     | май 1682 — начало 1683                                              | барон                                                               | |
| Франсуа Депардье де Франкене                                        |                                                                     | начало 1683 — апрель 1684                                           | лейтенант короля                                                    | |
| Пьер-Поль Тарен де Кюсси                                            |                                                                     | апрель 1684 — январь 1691                                           | маркиз                                                              | |
| Дюма                                                                |                                                                     | январь 1691 — октябрь 1691                                          | лейтенант короля                                                    | |
| Жан-Батист Дюкасс                                                   |                                                                     | октябрь 1691 — март 1697                                            |                                                                     | |
| Жак-Ивон сьер Деланд                                                |                                                                     | март — май 1697                                                     | лейтенант короля                                                    | |
| Граф де Буасиреме                                                   |                                                                     | май 1697 — июнь 1697                                                | граф, лейтенант короля                                              | |
| Жан-Батист Дюкасс                                                   |                                                                     | июнь 1697 — июль 1700                                               |                                                                     | |